# Pelargonium fruticosum
Pelargonium fruticosum là một loài thực vật có hoa trong họ Mỏ hạc. Loài này được Willd. mô tả khoa học đầu tiên.

## Hình ảnh

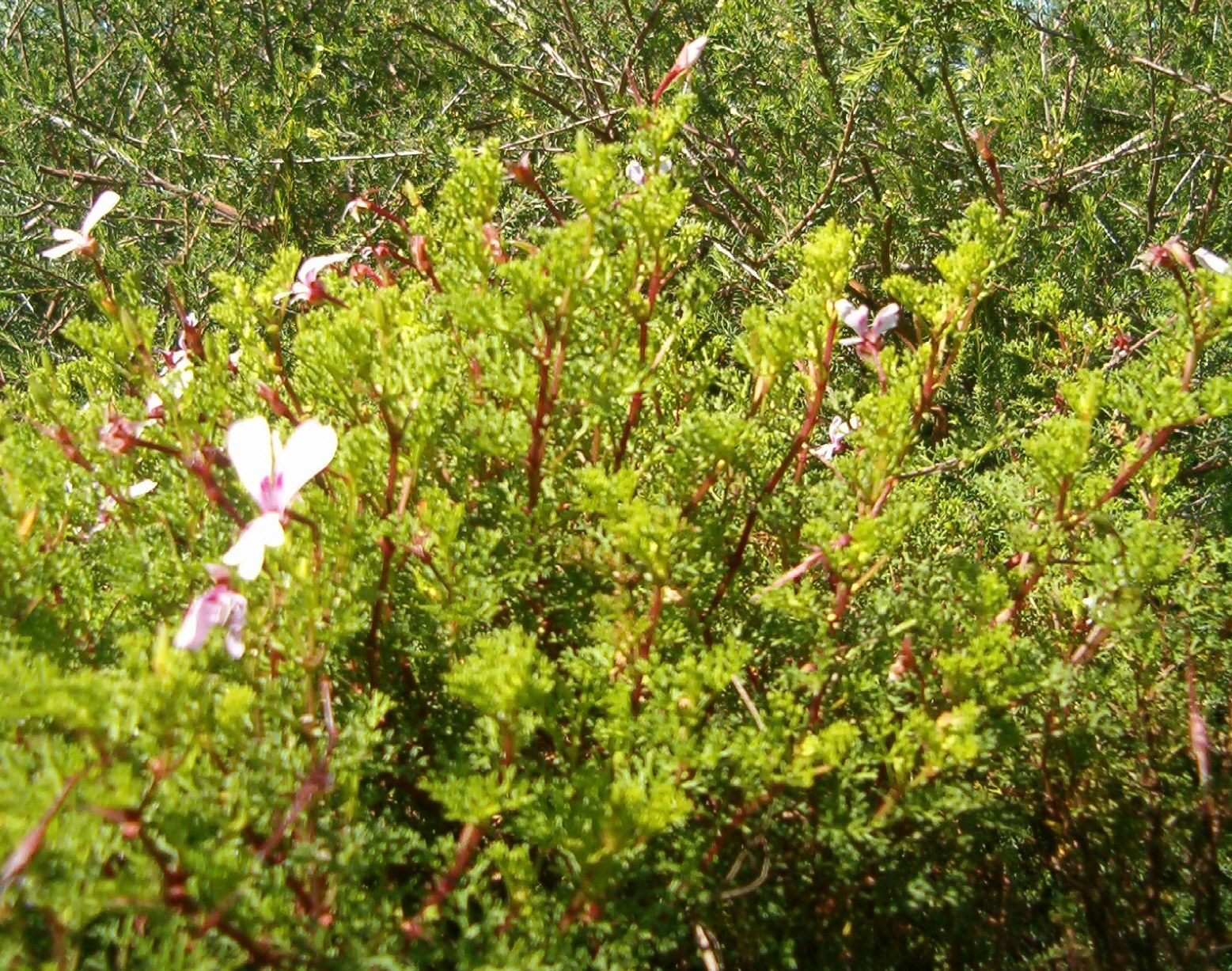
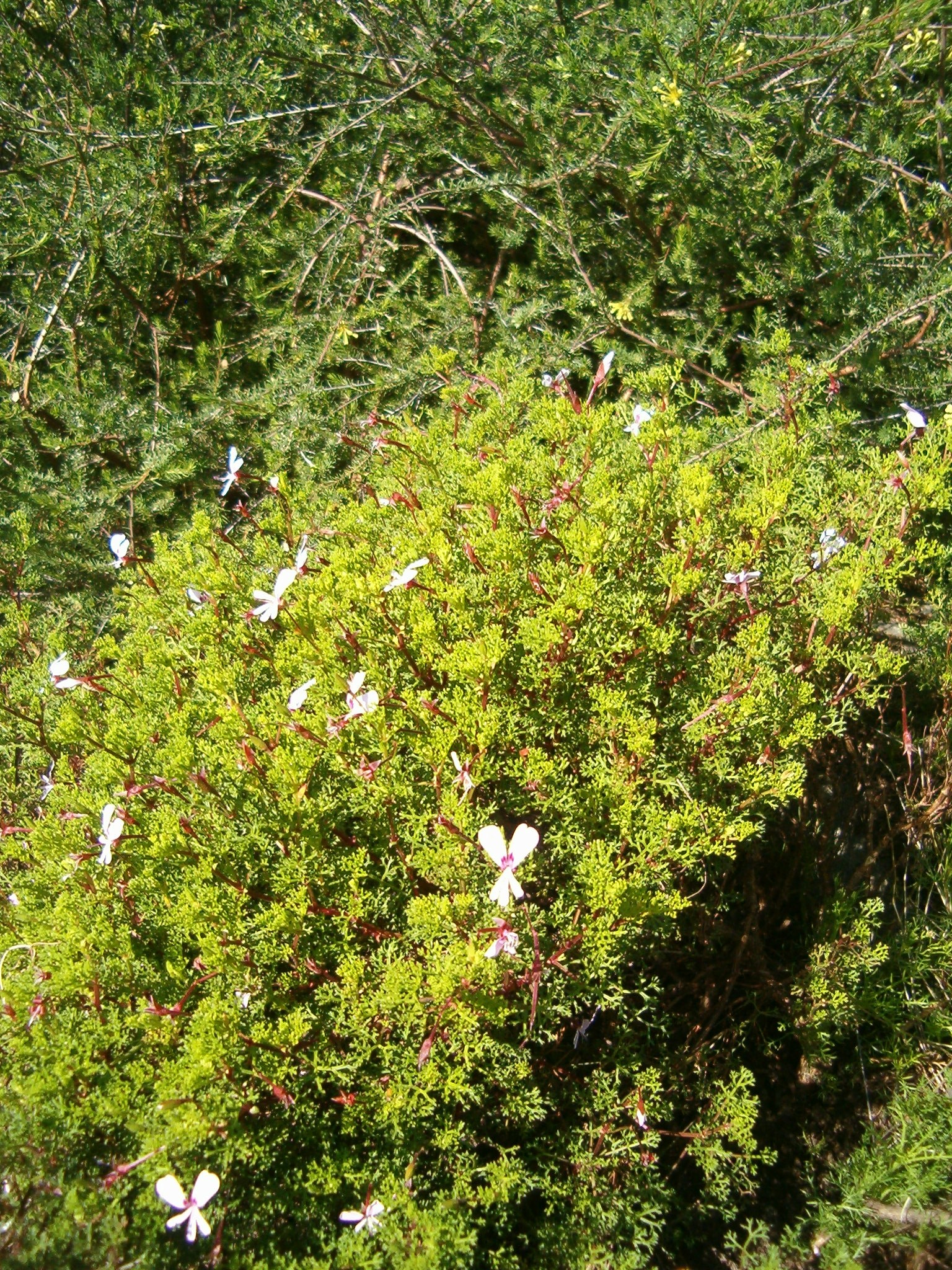
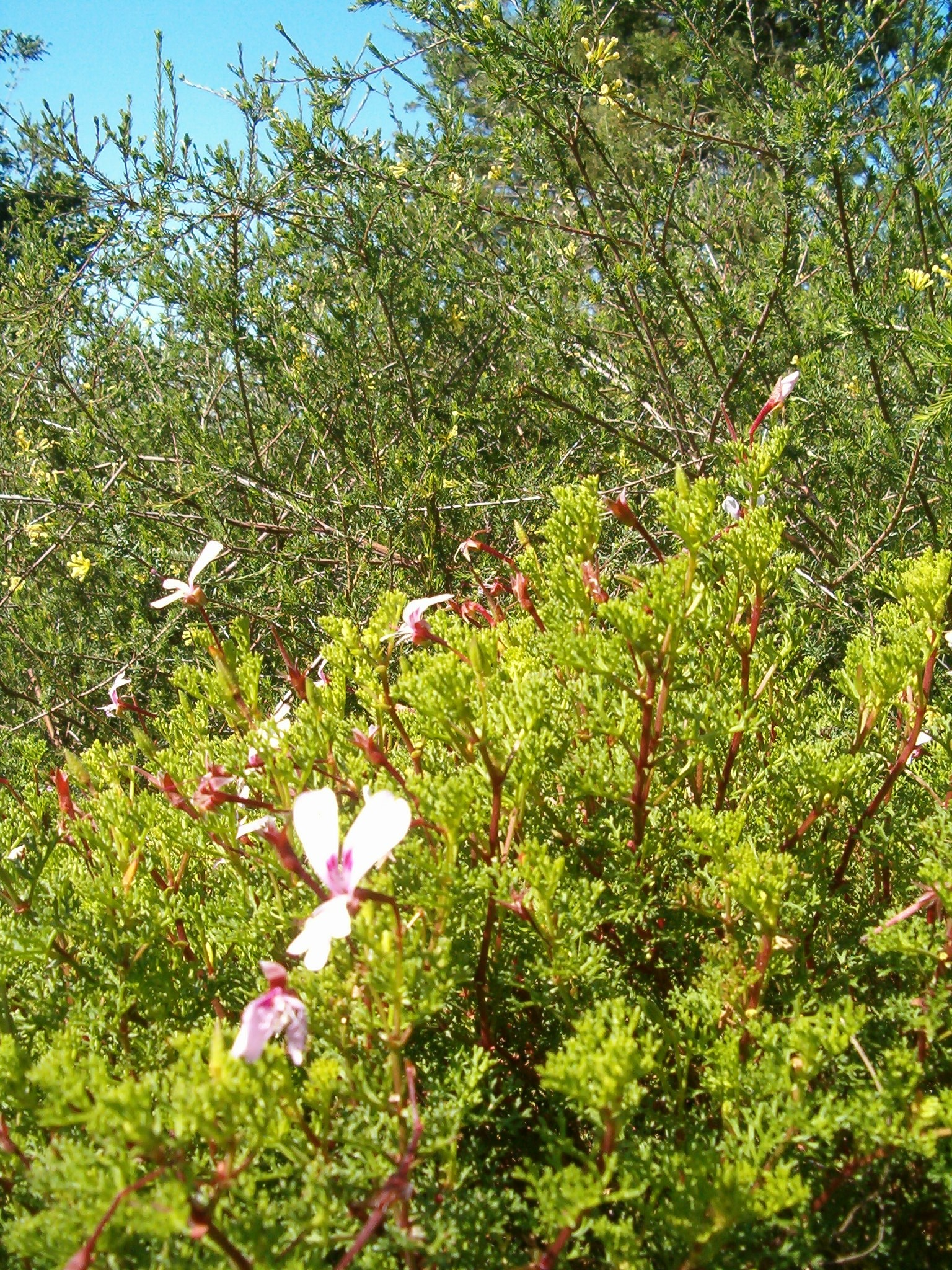